# 马捷 (1923年)
马捷（1923年—2007年6月19日），男，河南沈丘人，中华人民共和国政治人物，曾任国防科工委副主任，中国宇航学会副理事长。

## 生平
1979年10月，中国宇航学会成立，当选为第一届理事会副理事长。